# Geocaryum euboicum
Geocaryum euboicum är en flockblommig växtart som först beskrevs av Karl Heinz Rechinger, och fick sitt nu gällande namn av Lennart Engstrand. Geocaryum euboicum ingår i släktet Geocaryum och familjen flockblommiga växter. Inga underarter finns listade i Catalogue of Life.